# Motutapere Island (Northland)
Motutapere Island ist eine kleine Insel im Norden der Nordinsel von Neuseeland.

## Geographie
Motutapere Island ist Teil der Inselgruppe der Cavalli Islands und befindet sich rund 1,6 km nördlich von Motukawanui Island, der Hauptinsel der Gruppe, die sich im Nordosten von [[Northland (Neuseeland)|Northland]] befindet. Die rund 80 m hohe Insel besitzt eine Länge von rund 300 m in Ost-West-Richtung und eine maximale Breite von rund 260 m in Nordnordwest-Südsüdost-Richtung. Ihre Fläche beträgt 4,9 Hektar.
Westlich von Motutapere Island liegen in einer Kette fünf kleine Felsensinseln, die ihren westlichen Abschluss in der kleinen, 1,1 ha großen und rund 350 m entfernten Insel Horonui Island finden. Südöstlich von Motutapere Island schließt sich auf rund 375 m Hamaruru Island, gefolgt von Panaki Island an. Die Hauptinsel Matukawanui Island ist rund 1,6 km südlich zu finden.